# Jimmy Hayward
James Hayward (17 de septiembre de 1970) es un director, guionista, animador y guitarrista canadiense-estadounidense.

## Vida y carrera
Hayward nació en Kingston, Ontario. A temprana edad, Hayward comenzó su carrera en Mainframe Entertainment animando y dirigiendo comerciales, fue uno de los animadores originales de la serie de televisión ReBoot. A lo largo de su carrera ha trabajado en Estudios de Animación Pixar , 20th Century Fox y Blue Sky Studios, y fue animador de Toy Story, Toy Story 2, Bichos: Una aventura en miniatura, Monsters, Inc. y Buscando a Nemo. Fue director de secuencias y asesor de Robots.
Su debut como director de estudio, Dr. Seuss' Horton Hears a Who! protagonizada por Jim Carrey y Steve Carell, tuvo una recaudación mundial de USD 297 138 014 (mayo de 2009).
La primera película de acción en vivo de Hayward, Jonah Hex, se estrenó en junio de 2010.
Hayward también fue director y escritor en la película animada Free Birds, protagonizada por Woody Harrelson, Owen Wilson y Amy Poehler, que se estrenó en 2013 con una acogida desfavorable por parte de la crítica.
Hayward  trabajó con el supergrupo de rock psicodélico Legend of the Seagullmen junto con  Danny Carey de Tool, Brent Hinds de Mastodon y otros, su álbum debut homónimo fue lanzado el 9 de febrero de 2018 en Dine Alone Records.

## Filmografía
| Año  | Título                            | Función               | Notas                                                               |
| ---- | --------------------------------- | --------------------- | ------------------------------------------------------------------- |
| 1994 | ReBoot                            | Animador              |                                                                     |
| 1995 | Toy Story                         | Animador              |                                                                     |
| 1998 | Bichos: Una aventura en miniatura | Animador adicional    |                                                                     |
| 1999 | Toy Story 2                       | Animador              | También proporciona material adicional de la historia.              |
| 2001 | Monsters, Inc.                    | Animador              |                                                                     |
| 2002 | El coche Nuevo de Mike            | Animador              |                                                                     |
| 2003 | Buscando a Nemo                   | Animador              |                                                                     |
| 2005 | Robots                            | Director de secuencia | También el asesor de historias                                      |
| 2008 | Dr. Seuss' Horton Hears a Who!    | Director              | También la voz de Obnoxious Who                                     |
| 2010 | Jonah Hex                         | Director              |                                                                     |
| 2013 | Free Birds                        | Director              | También escritor y voz de Ranger, el Presidente y Voces Adicionales |